# الدوري الهولندي الدرجة الأولى 1986–87
الدوري الهولندي الدرجة الأولى 1986–1987 هو الموسم الحادي والثلاثون من الدوري الهولندي الدرجة الأولى منذ إنشائه في عام 1956. فاز بهذا الموسم نادي فولندام.http://www.rsssf.com/tablesn/ned87.html

## الفرق
يشارك 20 نادي في الدوري: النادي الذي يحتل المرتبة الأولى في هذا الدوري يتأهل مباشرةً إلى الدوري الهولندي الممتاز، تأهل في هذه الدوري نادي فولندام.